# 鄭梓
鄭梓教授，又名鄭牧心，自號木心上人。1949年於中華民國福建省生，隨即大陸易手，先後逃難到葡屬澳門和英屬香港，及後落戶中華民國臺灣省臺南市。前國立成功大學歷史學系教授、台灣文學系合聘教授。2017年7月正式退休，轉職兼任教授。

## 簡介
鄭梓教育程度為國立臺灣大學歷史系文學士和東海大學史學碩士。專研戰後臺灣政治發展史、臺灣議會運動史、新聞與大眾傳播學、新聞報導學、臺灣近現代史、近代臺海兩岸關係史、中國近代史料與史學、影視史學、新聞學。
鄭梓年輕時曾任中國時報記者，又曾出版《政治笑話集》一書，被當時的行政院新聞局查禁。鄭梓歷任國立成功大學教授，私立逢甲大學教授，私立逢甲大學副教授 ，私立逢甲大學講師。

## 著作
- 鄭梓（鄭牧心），1980，〈台灣省議會之變局〉，台北，八十年代出版社初版，共計303頁。
- 鄭梓（鄭牧心）編著，1981，〈政治笑話集〉，台北，四季出版公司第1版，共計355頁。

## 外部連結
- （页面存档备份，存于）